# Metapanax
Genre
Metapanax est un genre de plantes à fleurs de la famille des Araliaceae.

## Liste d'espèces
Selon Tropicos, les espèces sont :
- Metapanax davidii, (Franch.) J.Wen & Frodin
- Metapanax delavayi, (Franch.) J.Wen & Frodin
  - Metapanax delavayi var. longicaudatus, (K.M.Feng) R.Li & H.Li = Metapanax delavayi, (Franch.) J.Wen & Frodin

Selon Catalogue of Life (9 septembre 2020), World Checklist of Selected Plant Families (WCSP) (9 septembre 2020),  The Plant List (9 septembre 2020) et Tropicos (9 septembre 2020) :
- Metapanax davidii (Franch.) J.Wen & Frodin (2001)
- Metapanax delavayi (Franch.) J.Wen & Frodin (2001)